# راسل ريدر
راسل ريدر (بالإنجليزية: Russell Reeder)‏‏ (4 مارس 1902 - 22 فبراير 1998 )؛ روائي، وكاتب سير ذاتية من الولايات المتحدة.

## الجوائز
- ميدالية النجمة البرونزية
- وسام الاستحقاق الأمريكي برتبة فيلق
- وسام القلب الأرجواني
- وسام جوقة الشرف
- ستار سيلفر